# 세웅샤르 등대

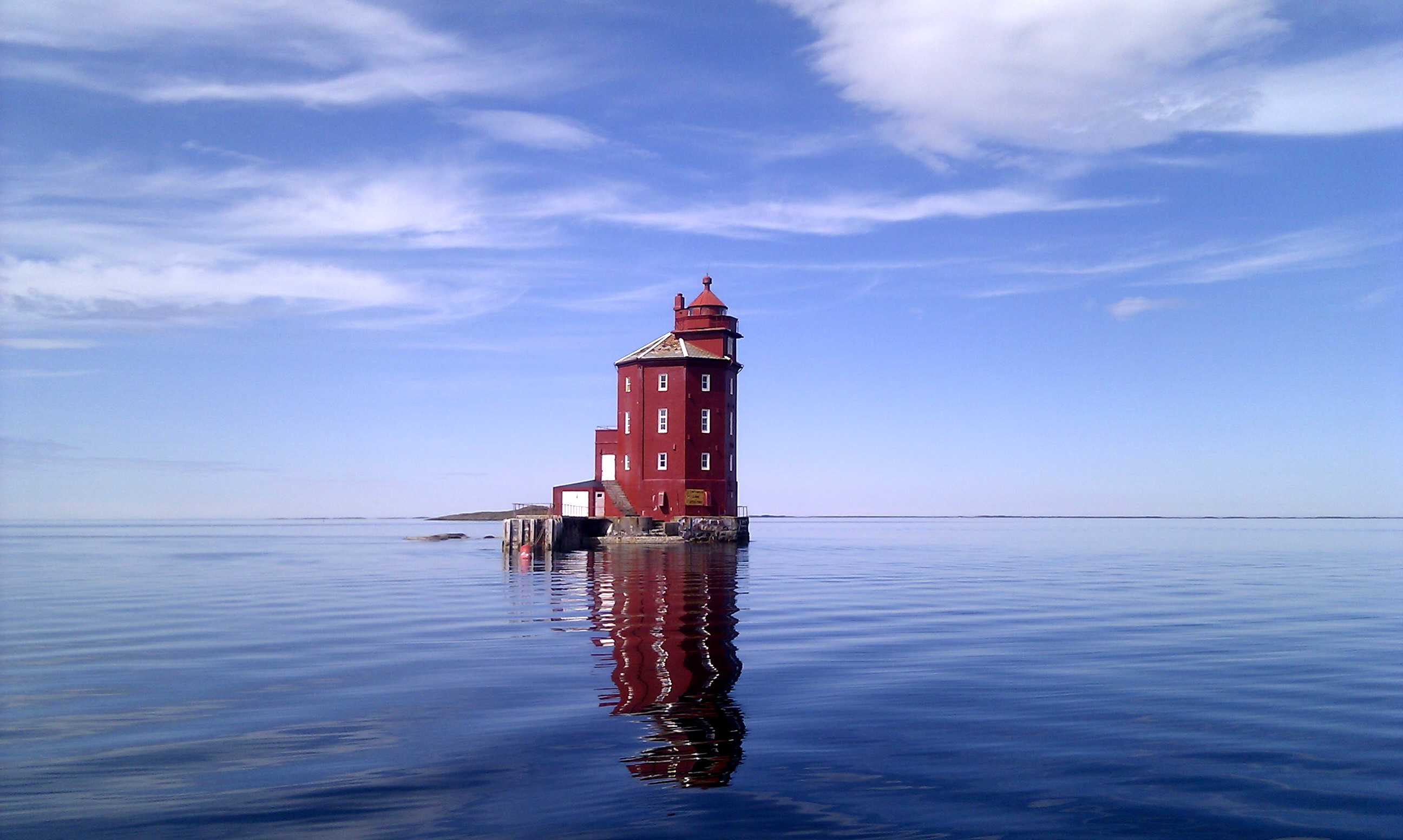
등대의 모습

세웅샤르 등대(Kjeungskjær Lighthouse, Kjeungskjær fyr)는 노르웨이 트뢰넬라그 올란드에 위치한 해안 등대이다. 이 등대는 1880년에 건조되었으며 1987년에 자동화되었다. 자동화 이전에 등대지기와 그의 가족은 이 건축물의 아래층에 살았다.
높이는 17.5미터이며 빨갛게 칠해진 팔각형 모양 탑으로 되어 있으며 돌로 만들어졌다.